# 20205 Sitanchen
20205 Sitanchen este un asteroid din centura principală de asteroizi.

## Descriere
20205 Sitanchen este un asteroid din centura principală de asteroizi. A fost descoperit pe 4 martie 1997 la Socorro, New Mexico, în cadrul proiectului LINEAR. Asteroidul prezintă o orbită caracterizată de o semiaxă mare de 2,72 ua, o excentricitate de 0,01 și o înclinație de 3,0° în raport cu ecliptica.